# Calhoun (Kentucky)
Pour les articles homonymes, voir Calhoun.
La ville de Calhoun est le siège du comté de McLean, dans le Commonwealth du Kentucky, aux États-Unis. Sa population, qui s’élevait à 763 habitants lors du recensement de 2010, est estimée à 736 habitants en 2018.

## Source
- (en) Cet article est partiellement ou en totalité issu de l’article de Wikipédia en anglais intitulé « Calhoun, Kentucky » (voir la liste des auteurs).

1. ↑  (en) « Population and Housing Unit Estimates » (consulté le 1er mars 2020)
2. ↑  (en) « Census of Population and Housing », Census.gov (consulté le 4 juin 2015)